# Aighinan
Aighinan est le second duc de Vasconie de 626 ou 627 à sa mort en 638. Son nom est aussi orthographié Aighyna, Aeghyna, Aegyna, Aigino ou Aichina. Il succéda à Genialis. La source principale de son règne est Frédégaire.

## Histoire
Il est probablement d'origine saxonne, du Bessin, qui était occupée par plusieurs colonies saxonnes à l'époque.
En 624, Aighinan réprima les intrigues des évêques d'Eauze, Palladius et Sidocus, les exilant pour avoir incité la révolte vasconne, ou même d'avoir ordonné l'assassinat d'un des conseillers de Caribert II au palais de Clichy. 
Dans le duché de Vasconie, Aighinan succédait à Genial, pendant que Clotaire II s'emparait du royaume de Bourgogne et acquérait ainsi la suzeraineté du duché. 
En 626, les sujets d'Aighinan se révoltèrent contre lui et Aighinan est forcé d'abandonner le duché. Il se réfugie à la cour de Clotaire. Les Vascons rompirent tout lien de vassalité, nommèrent Amand pour chef et prirent rang dans l'histoire au titre de Vasconie indépendante. Le mouvement s'étendit sans doute à tout le duché.
En 635, les Vascons envahirent et dévastèrent l'ancien royaume de Caribert. Devant la dévastation, Dagobert recruta une importante armée en Bourgogne, commandée par le Référendaire Chadoin et toute la Vasconie s'enflamma. Dans la bataille, les Vascons sont battus en Soule, et poursuivis dans les montagnes par dix corps d'armée. Un grand nombre de pillages, de tués et prisonniers oblige les Vascons à demander pardon et la paix. 
En 636, les chefs vascons durent se rendre à Clichy pour voir le roi Dagobert Ier, y montrer leur soumission sous la conduite du duc Aighinan,.